# Monetazione longobarda
La monetazione longobarda è la produzione autonoma di monete da parte dei Longobardi. Fa parte della monetazione prodotta dai popoli germanici quando si stanziarono nei territori dell'Impero romano creando i regni romano-barbarici. I Longobardi emisero le loro monete dopo il loro stanziamento in Italia. La coniazione avvenne in due aree distinte: nella Langobardia Maior tra gli ultimi decenni del VI secolo ed il 774 e nella Langobardia Minor, nel ducato di Benevento, tra il 680 circa e la fine del IX secolo.
Inizialmente furono coniate monete che imitavano quelle bizantine e solo in seguito quelle con i nomi dei re dei Longobardi. A nord furono coniati quasi esclusivamente dei tremissi, mentre i Longobardi di Benevento coniarono anche solidi. Le monete dell'Italia meridionale hanno caratteri propri che le distinguono da quelle del nord d'Italia: anche quando a nord, verso la fine del VII secolo con Cuniperto, le monete presentarono i titoli regali e tipi nuovi, la monetazione longobarda di Benevento, come anche quella di Salerno, continuarono ad ispirarsi ai modelli bizantini. Le coniazioni beneventane e salernitane nella letteratura specialistica sono studiate separatamente.
Dopo la caduta del regno longobardo a opera dei Franchi, nella Langobardia Maior i nuovi dominatori coniarono ancora per qualche tempo monete con caratteristiche simili a quelle che erano state prodotte in precedenza dai sovrani Longobardi; nella Minor, invece, le monete mantennero le loro caratteristiche ancora per circa un secolo.
L'argento apparve, sotto l'influenza dei Franchi, verso la fine dell'VIII secolo accanto ai tremissi ed ai solidi coniati in precedenza e divenne il metallo monetato prevalente solo nel IX secolo.

## Catalogazione e fonti

### Monete longobarde
Per le monete coniate dai Longobardi il riferimento più recente è il testo pubblicato da Philip Grierson e Mark Blackburn, primo volume della serie Medieval European Coinage (MEC). Nei cataloghi si trova quindi un riferimento del tipo "MEC 1, 274", dove MEC indica le iniziali della collana, 1, il primo volume, e 274, la 274ª moneta in catalogo. Le monete pertinenti alle zecche longobarde, tutte nel primo volume, sono catalogate dal 274 al 331. Le singole monete analizzate nel volume ed usate nelle illustrazioni sono quelle della collezione del Fitzwilliam Museum di Cambridge.
Uno studio un po' meno recente ma più specifico è quello di Ernesto Bernareggi, pubblicato a Milano nel 1983 con il titolo di Moneta Langobardorum. In particolare raccoglie i risultati di diversi studi pubblicati dallo stesso autore a partire dal 1960. Le monete sono indicate come "Bernareggi" e numero. Altra fonte di catalogazione, ugualmente usata, è il "BMC Vand", cioè il catalogo delle monete dei Vandali e di altre popolazioni, presenti nel British Museum, curato da Warwick William Wroth e pubblicato a Londra nel 1911.
L'altra collezione rilevante è quella delle "Civiche raccolte Archeologiche e Numismatiche" di Milano, che hanno sede al Castello Sforzesco e la cui descrizione è stata pubblicata nel 1978 a cura di Ermanno Arslan. Le monete si trovano indicate per lo più con il cognome del curatore ed il numero.
Meno usato internazionalmente, ma ugualmente rilevante, è il CNI (Corpus Nummorum Italicorum), che illustra la collezione che fu di Vittorio Emanuele III. Le monete longobarde sono presenti nei volumi IV (Pavia e le altre zecche minori della Lombardia), V (Milano) e XI (zecche della Toscana).

### Monete imperiali
Le prime monete coniate dai Longobardi furono imitazioni di quelle coniate dagli imperatori d'Oriente; i modelli usati furono quelli di Maurizio (582-602), Eraclio (610-641) e Costante II (641-668).
Nella catalogazione delle monete di questi imperatori si usano due pubblicazioni relativamente recenti: il catalogo della collezione di Dumbarton Oaks, abbreviato DOC, e il testo di Wolfgang Hahn Moneta Imperii Byzantini, abbreviato MIB. Le monete di Maurizio sono elencate nel primo volume del DOC e nel secondo del MIB, quelle di Eraclio e di Costante sono nel secondo volume del DOC e nel terzo del MIB.

## Ritrovamenti e tesori
Sono noti solo cinque tesori che includono monete "nazionali" longobarde, cioè tremissi non pseudo-imperiali. Di questi solo due hanno una descrizione accurata.
- Il tesoro rinvenuto a Ossi – in Sardegna – e descritto da Vincenzo Dessì nel 1908.[2]
- Il tesoro di Ilanz – nel Cantone dei Grigioni – e descritto da Fritz Jecklin nel 1906[3] e riesaminato da Bernareggi nel 1977.[4]

Degli altri tesori conosciamo pochissimo:
- il tesoro di Landriano (Pavia) è composto da tremissi di Rachis e di Astolfo.
- quello di Mezzomerico (Novara) conteneva tra i cinquanta ed i cento tremissi di Desiderio.
- del "tesoro di Biella" si conosce meglio la composizione (un tesoro di monete d'argento e con 28 tremissi di Liutprando) ma non sono note né la località né le modalità esatte di ritrovamento.

Esiste anche il cosiddetto "tesoro di Lucca" in cui, oltre a molte monete locali, ce ne sono anche alcune di Astolfo e Desiderio; sembra che sia stato ritrovato intorno al 1840, ma fu disperso immediatamente e i dati sono estremamente incerti.

## Contesto storico

La penisola italiana verso il 750.

I Longobardi invasero l'Italia nel 568-569. A differenza degli Ostrogoti che avevano governato prima di loro la Penisola, non la tennero a nome dell'Impero d'Oriente, ma la conquistarono a nome proprio combattendo contro l'Impero.
La conquista non fu mai completa e l'autonomia dei vari ducati, unitamente alla sovranità bizantina esercitata su parte del territorio peninsulare, in Sicilia e Sardegna, frammentò l'Italia, ponendo termine per oltre un millennio alla sua unità, che sarebbe stata recuperata solo nel XIX secolo.
L'Italia longobarda era divisa in Langobardia Maior — che comprendeva l'Italia settentrionale e il ducato di Tuscia — e Langobardia Minor — che comprendeva il ducato di Spoleto e il ducato di Benevento; all'interno della Langobardia Maior il ducato del Friuli, che difendeva i confini orientali dei territori longobardi, godeva di particolare autonomia.
Il consolidamento della conquista avvenne intorno al 584, con il re Autari. Il regno longobardo era un'entità statuale elettiva; tuttavia per lunghi periodi regnarono i discendenti di Garibaldo I di Baviera o persone che si erano legate con il matrimonio alla dinastia Bavarese. Tale dinastia regnò fino ad Ariperto II nel 712; a questi seguirono i duchi di Asti, con Ansprando e Liutprando, uno dei più grandi re longobardi.
A partire dalla metà dell'VIII secolo la pressione dei Franchi sul regno si fece via via più forte fino a divenire insostenibile: Carlo Magno con una travolgente campagna militare durata un anno, annientò l'esercito longobardo e fece prigioniero il re Desiderio, nel 774. Il ducato di Benevento non seguì la sorte del Ducato di Spoleto e dell'Italia centro-settentrionale longobarda e rimase in vita, anche se indebolito, fino alla conquista normanna alla metà dell'XI secolo.
Nella Penisola italiana, oltre ai Longobardi, erano ancora presenti i Bizantini nel territorio che faceva capo a Ravenna (Esarcato), a Venezia, nominalmente sotto i Bizantini ma di fatto con crescente autonomia, nel ducato di Napoli, nel Salento e nell'estremità meridionale della Calabria. L'Impero d'Oriente esercitava un potere nominale (de jure) anche sulla città di Roma ed il territorio limitrofo (Ducato romano), in cui però si andò sempre più affermando l'autorità del vescovo locale, sostenuta dai sovrani franchi. Il potere pontificio si consolidò, nei primi decenni dell'VIII secolo, grazie alla cosiddetta donazione di Sutri e, successivamente, in virtù della Promissio Carisiaca.
Anche i ducati longobardi, pur facendo parte del regno, avevano ampia autonomia.

## Monetazione
(Rotari, Editto, §242)
La monetazione longobarda si sviluppò inizialmente su tre linee differenti, nelle aree geografiche in cui si insediarono i Longobardi: l'Italia settentrionale, la Toscana ed il sud della penisola, nel Ducato di Benevento.
La monetazione della Toscana fu assorbita da quella dell'Italia settentrionale nel corso dell'VIII secolo e servì anzi da modello per gli ultimi due re e per le monete di tipo longobardo coniate da Carlo Magno dopo la sua conquista del Regno d'Italia. Il Ducato di Spoleto, stranamente, non coniò monete proprie. Secondo Grierson non è chiaro se usassero nei loro territori le monete bizantine coniate a Roma o quelle longobarde coniate sia nel nord Italia che a Benevento. La monetazione longobarda di Benevento fu diversa, anche per la separazione geografica del ducato dal nord Italia, a causa dell'interposizione del Ducato di Spoleto e del Ducato romano, nucleo del nascente Stato pontificio. Iniziò più tardi, continuò per molto tempo dopo la fine del regno longobardo ed è di norma studiata separatamente.
Le monete che circolavano nel VI secolo in Italia erano i solidi ed i tremissi coniati dall'Impero romano d'Oriente. La quantità di emissioni con legende direttamente attribuibili ai sovrani longobardi è relativamente bassa, ma bisogna aggiungere a queste una grande quantità di monete che, anche se imitano le emissioni imperiale, sono sicuramente non imperiali e sono certamente italiane per provenienza e caratteristiche stilistiche.
Come gli altri popoli germanici, anche i Longobardi iniziarono a coniare copiando le monete dell'Impero romano. Queste monete, denominate dai numismatici pseudo-imperiali, imitavano quelle che già erano in circolazione nell'area conquistata. La monetazione pseudo-imperiale durò, come presso gli altri popoli germanici, circa un secolo. Solo più tardi, con Cuniperto, iniziò la monetazione regale, in cui cioè il nome riportato era quello del re.
Le monete coniate sotto Cuniperto ed in seguito dai suoi successori furono quasi esclusivamente tremissi, sottili, quasi dei bratteati: questa caratteristica indica che i loro modelli furono le monete coniate nella zecca di Ravenna. Le monete "nazionali" o reali longobarde recavano l'indicazione del sovrano e, nell'ultimo periodo, quella della zecca, ma a differenza di quelle dei Franchi, non avevano l'indicazione del monetario, cioè del magistrato responsabile della coniazione.
Si tratta di una monetazione quasi esclusivamente aurea e, ad esclusione di Benevento, le monete coniate furono solamente tremissi. Le monetazione argentea fu tarda e marginale e non sostituì, come presso i Franchi, quella aurea. Anche l'imitazione del nummo, la moneta di bronzo bizantina, fu rara. I follis di bronzo coniati da Astolfo furono la conseguenza della conquista di Ravenna nel 751. Il piede numismatico utilizzato nella monetazione aurea fu lo stesso usato nell'Impero romano d'Oriente, con un solido da 4,55 grammi e quindi un tremisse da circa 1,45 grammi. Il titolo fu, come quello della monetazione romana, di buon livello.
L'assenza dei solidi, presenti invece nella monetazione visigota, in quella franca e in quella di Benevento è spiegata secondo Grierson e Blackburn dal fatto che i Longobardi avevano la possibilità di utilizzare i solidi dell'esarcato di Ravenna che ricevevano (a vario titolo, ma di fatto come tributo), e quindi coniavano solo i tremissi, di cui avevano invece bisogno.

### Monetazione pseudo-imperiale
Nei tremissi pseudo-imperiali longobardi si trovano due tipi. Un tipo imitava quelli dell'imperatore Maurizio, con al rovescio le Vittoria e l'altro quelli degli imperatori Eraclio e Costante II con la croce potenziata.
Nei tremissi con la Vittoria al dritto era raffigurato il busto del sovrano di fianco con in testa il diadema ed indosso una corazza su cui era drappeggiato un manto. Al rovescio era raffigurata la Vittoria che avanza verso destra mentre guarda indietro, a sinistra; tiene nella mano destra una corona e nell'altra il globo crucigero; in esergo la legenda CONOB.
L'altro tremisse, con la croce potenziata, presentava al dritto anche in questo caso il busto del sovrano con diadema e corazza. Al rovescio era raffigurata una croce potenziata ed in esergo la legenda CONOB. Esistono dei solidi bizantini con un tipo simile; nei solidi, il cui valore è pari a tre tremissi, la croce è situato sopra tre o quattro scalini. Nei tremissi lo scalino è uno solo.
Queste due monete sono molto diverse tra loro, sia nelle loro misure che nell'aspetto. I tremissi con la Vittoria sono stati coniati su tondelli più sottili e di conseguenza più larghi delle monete originali. Con il tempo divennero sempre più sottili e più larghi fino ad assumere l'apparenza di bratteati.
Per contro i tremissi con la croce potenziata erano più spessi e nel tempo diventarono ancora più spessi e di diametro minore. Alla fine della monetazione longobarda il tipo con la croce arrivò ad un diametro di 12 millimetri contro gli oltre 20 del tipo con la Vittoria.
In entrambi i tipi è evidente un anello circolare particolarmente evidenziato: nelle monete con la croce si trova relativamente vicino al bordo mentre nelle monete con la Vittoria si trova molto all'interno e lascia una specie di largo contorno.
Ancora agli inizi del XX secolo autori come Wroth, il curatore del catalogo del British Museum, ritenevano che questi due tipi rappresentassero due emissioni che si erano succedute nel tempo: la Vittoria sarebbe stata coniata sotto i regni di Autari e Agilulfo (584-616), mentre l'imitazione di Eraclio sarebbe stata coniata sotto Adaloaldo, Arioaldo e Rotari (616-652) e quella di Costante II sarebbe stata pertinente ai regni da Rodoaldo a Pertarito (652-688). Quest'ipotesi è rifiutata in base alle evidenze numismatiche: le prime monete con il nome del re, i tremissi di Cuniperto, sono simili in temi e stile alle imitazioni di Maurizio e non è credibile l'ipotesi che siano state imitate quelle coniata circa ottant'anni prima anziché la produzione più recente.
Grierson e Blackburn affermano che i due tipi rappresentano due emissioni parallele cronologicamente: il tipo con la croce era coniato nelle zecche toscane, in particolare quella di Lucca, mentre il tipo con la Vittoria era usato nelle zecche del nord Italia.

#### Monetazione pseudo-imperiale della Lombardia
Le monete pseudo imperiali del nord Italia furono coniate nel periodo che va dal 568 circa al 680 circa. Si trattava di tremissi che imitavano quelli coniati nella zecca di Ravenna a nome dell'imperatore Maurizio. Le monete presentavano il medesimo stile epigrafico nelle legende ed il rilevante cerchio degli originali ravennati. Con il tempo, pur mantenendo lo stesso peso, lo spessore diminuì sempre più e, come visto, il diametro aumentò passando dai 14 ai 21 millimetri. Alcune di questo monete recavano nel campo la lettera "M" o una stella. Le legende sono del tipo DNmΛRC TIbPPΛVC, ma a volte le lettere erano stilizzate e solo vagamente somiglianti all'originale.
Prima del 574 ci furono anche imitazione delle monete di Giustiniano I o Giustino II. Queste monete bizantine circolavano in grande quantità nell'Italia settentrionale al tempo dell'invasione dei Longobardi.
Esistono delle monete a nome di Ariperto I (653-661) con la legenda DN ARIPERT REX, entrate in un paio di vendite all'asta dei primi anni del XX secolo. Secondo Bernareggi si tratterebbe di falsi moderni mentre Grierson e Blackburn li giudicano autentici. In questo caso si tratterebbe di monete coniate a nome regio circa trent'anni prima della definitiva fissazione di questa caratteristiche che avvenne intorno agli anni 690.
Esistono anche monete pseudo-imperiali d'argento che imitano le silique e le mezze silique ravennati. L'attribuzione non è sicura ed è determinata prevalentemente dalla cattiva esecuzione della legende. Le silique e le mezze silique presentavano al dritto il busto dell'imperatore ed al rovescio una croce con in alto un cristogramma, accantonata da due stelle, tutto circondato da una corona. Le legende, con varianti riportano per lo più i titoli dell'imperatore Tiberio II.

#### Monetazione in Toscana

Monogramma LVCA usato nelle coniazione municipale nel periodo 700-750

##### Monetazione pseudo-imperiale
Nella Toscana longobarda esisteva un ducato, il Ducato di Tuscia o della Tuscia, che aveva come capitale Lucca e comprendeva gran parte dell'odierna Toscana. Fu costituito nel 574 e dopo il 774, con la conquista da parte di Carlo Magno, fu trasformato nella Marca di Tuscia.
Anche in Toscana furono coniati esclusivamente tremissi, ma il tipo usato fu quello che mostra al rovescio la croce potenziata. Il tipo e le legende usati indicano come modelli i tremissi di Eraclio e Costante II. Gli originali di queste monete recavano al dritto il busto imperiale volto verso destra, con il nome e i titoli dell'imperatore; al rovescio era incisa la croce potenziata, con intorno la legenda VICTORIA AVGЧS e CONOB in esergo. Questi tremissi inizialmente aumentarono il diametro da 14 a 18 mm; in un secondo tempo lo diminuirono fino a 10–11 mm e divennero più spessi.
Inizialmente le monete recavano le legende imperiali, scritte più o meno esattamente, ma nella seconda metà del VII secolo divennero una sequenza disordinata di lettere, con prevalenza di "V", "I", "O", "N" e "H". A volte è possibile individuare una lettera nel campo, spesso una "B" il cui significato non è chiaro.
Grierson e Blackburn datano questa monetazione nel periodo 620-700 circa.

##### Monetazione autonoma
Agli inizi dell'VIII secolo a Lucca furono coniate due serie di tremissi con caratteristiche proprie. In entrambe le monete il rovescio era sostanzialmente dello stesso tipo della monetazione pseudo-imperiale, con la croce potenziata circondata dalla sequenza di lettere del tipo VIVIVI.
Al dritto il primo tipo presentava, al posto del busto imperiale, il monogramma LVCA che occupava tutto il campo.
Il secondo tipo presentava invece al dritto un fiore a sei foglie circondato dalla legenda +FLAVIALVCA. Il termine "Flavia" è presente in monete emesse anche in altre città: Flavia Pita (Pisa), Flavia Ticino (Pavia), Flavia Sibrio (Castelseprio), Flavia Placentia Aug. (Piacenza); il suo significato non è chiaro ed esistono ipotesi diverse. Sia Wroth che Grierson e Blackburn mettono in evidenza come il riferimento alla gens Flavia sia ripreso, spesso come praenomen, nella famiglia di Costantino I (la cosiddetta seconda dinastia flavia) ed in seguito anche da altri imperatori d'Oriente come Anastasio I. Fu quindi usato come titolo per indicare dignità imperiale. Esistono anche monete di Odoacre in cui il nome è preceduto dal titolo di "Flavio". Fu usato da Autari in poi come titolo dei sovrani longobardi. Esistono anche monete con la legenda FLAVIA MEDIOLANO (Milano) presenti nella monetazione di tipo longobardo di Carlo Magno, coniata dopo la conquista franca del 774.

### Monetazione regale
La monetazione regale iniziò verso il 690 ed ebbe termine nel 774, anno in cui Carlo Magno sconfisse Desiderio e divenne "gratia Dei rex Francorum et Langobardorum"; è costituita da tremissi, assieme ai quali, per un periodo, furono coniate anche monete d'argento di scarso peso, introdotte da Pertarito e coniate fino al regno di Liutprando. I tremissi regali furono invece coniati per la prima volta a nome di Cuniperto.

#### Oro
Le monete d'oro furono tremissi. I gruppi, in base ai tipi usati, furono quattro:
| Dritto                          | Rovescio                 | Re                          |
| ------------------------------- | ------------------------ | --------------------------- |
| busto di profilo con nome reale | Vittoria                 | Cuniperto                   |
| busto                           | san Michele              | da Cuniperto a Liutprando   |
| busto di fronte o monogramma    | san Michele              | Rachis, Astolfo e Desiderio |
| stella e nome                   | croce e nome della zecca | Astolfo e Desiderio         |

Il primo gruppo, con il busto di profilo e la Vittoria al rovescio, imitava la coniazione imperiale ma le monete recavano il nome del re (Cuniperto): la legenda al dritto recitava DNCVNI NCPE, seguita dal monogramma RX ("dominus Cunincpertus rex"), mentre al rovescio la Vittoria era circondata dalla legenda del tipo VICTORIA AVGVSTI. Questa moneta è particolarmente rara e manca sia al British Museum che al Fitzwilliam Museum di Cambridge; fu coniata esclusivamente durante il regno di Cuniperto.
Nel secondo gruppo, al rovescio la Vittoria fu sostituita dall'arcangelo Michele. L'arcangelo era protettore dei Longobardi ed era oggetto di un culto particolare; inoltre aveva uno speciale significato per Cuniperto, il quale attribuì all'intervento dell'arcangelo la sua vittoria nella battaglia di Coronate, nella quale aveva sconfitto l'usurpatore Alachis, duca di Trento. Queste monete furono coniate dagli anni 690 circa agli anni 740 circa, durante i regni di Cuniperto, di Ariperto II e di Liutprando. Il disegno al rovescio di questa monete, che rappresenta l'arcangelo, si distingue, oltre che per la legenda (SCS MIHAHIL e simili), per gli attributi: nel caso della Vittoria sono costituiti dalla corona presente nella mano destra; nel caso dell'arcangelo Michele sono rappresentati dallo scudo tenuto nella mano sinistra e dalla lunga croce tenuta nella destra.
Del terzo gruppo fanno parte i tremissi che al dritto mostravano o il busto di fronte o il monogramma CRVX (croce). Grierson e Blackburn ipotizzano che il nuovo tipo sia stato immesso per distinguere questa emissione dalle precedenti, poiché l'ultima aveva un titolo più basso. Questo gruppo di monete fu battuto a partire dal regno di Rachis e fu emesso anche sotto i regni di Astolfo e Desiderio.
Nel periodo in cui fu coniato questo gruppo di tremissi ci fu anche un'emissione di monete battute a Ravenna. Nel 751 Astolfo espugnò la città e la tenne fino al 756, quando il re dei Franchi Pipino il Breve lo costrinse a cederla al papa. In questo periodo ebbe a disposizione le strutture della zecca di Ravenna e riuscì ad emettere monete con denominazioni bizantine (solidi, tremissi e follis). Queste monete, oltre ad essere coniate secondo il sistema monetario bizantino di quel periodo, ne imitavano anche i tipi, mostrando Astolfo con una lunga barba ed una particolare capigliatura. Inoltre le monete furono datate, caratteristica delle monete bizantine ma altrimenti assente nella monetazione longobarda. Le monete conosciute sono poche. Due date note sono indicate con la lettera greca "Ζ" (zeta, corrispondente al numero 7) e con la lettera "Η" (eta, corrispondente al numero 8). Nel primo caso è indicato il 753/4 e nel secondo il 754/5. Esistono anche dei follis con al rovescio l'indicazione dell'anno nel campo accompagnata dalla parola ANNO.
Il quarto gruppo è rappresentato dall'ultima innovazione, introdotta durante il regno di Astolfo. Furono coniate monete simili a quella già caratteristiche della coniazione di Lucca, ma con l'apposizione del nome del re: al dritto era raffigurato un fiore a sei foglie circondato dalla legenda +FLAVIA LVCA mentre al rovescio intorno alla croce fu apposta la legenda + D•NAISTVL•F•REX o simili.
Ultimo re longobardo a coniare tremissi d'oro fu appunto Desiderio, il quale promosse esemplari simili ai suoi predecessori, con al diritto il monogramma e al rovescio appunto la figura di san Michele, noti da un solo esemplare rinvenuto nel ripostiglio di Mezzomerico, in provincia di Novara. Ad un certo punto del suo regno, tuttavia, egli promosse un decentramento della monetazione, accompagnato anche da una vera e propria riforma monetaria e dalla promozione della tipologia del tremisse 'stellato': in merito a questa moneta, inoltre, è da segnalare una scoperta di significativa importanza, ossia il rinvenimento di un tremisse proveniente da Brescia, il cui peso è di 1,04 grammi e che presenta un diametro di 17,5 millimetri, andando in tal modo ad integrare il quadro delle cosiddette città Flaviae. Questa moneta, che costituisce la più antica prova di una zecca situata nella città di Brescia, presenta al diritto la legenda +FL.AVIABREXIA intorno a un fiore o una stella, il tutto inscritto in un cerchio lineare; al rovescio, invece, presenta la legenda +DNDESIDERXRX ("dn" e "rx" sono in nesso) con intorno una croce greca potenziata.

#### Argento

Monogramma PE RX di Pertarito

La monetazione dell'argento sembra essere stata introdotta durante il regno di Pertarito, perché le monete contenevano il monogramma PE RX.
Una grande quantità di questi denari, circa 1600 esemplari, fu ritrovata nel 1833 nelle vicinanze di Biella e la gran parte delle monete note proviene da questo tesoro, che però è stato disperso prima che fosse effettuato uno studio approfondito. Un altro gruppo di sei esemplari è stato trovato nel 1966 nella Corsica orientale, a Linguizzetta. Questo ritrovamento è stato descritto da Jean Laufarie.
Nel tesoro di Biella agli argenti erano associati anche dei tremissi battuti a nome di Liutprando, il che porta all'ipotesi che l'emissione di monete d'argento sia proseguita fino al regno di questo re. Queste monete erano particolarmente sottili e nella fase finale divennero dei bratteati, cioè monete sottili battute solo su una singola faccia, cosicché nell'altra appare lo stesso tipo del dritto ma in negativo.
Sul MEC sono considerate tre classi:
| Classe | Dritto     | Rovescio                         |
| ------ | ---------- | -------------------------------- |
| a      | busto      | monogramma con corona            |
| b      | busto      | monogramma senza corona          |
| c      | monogramma | monogramma in incuso (bratteato) |

Le prime monete del primo gruppo presentavano al dritto il busto volto a destra ed al rovescio il monogramma PE RX> entro una corona. Il dritto di questo gruppo assomiglia a quello dei tremissi di Maurizio ed a quello dei tremissi di Cuniperto. Quelle del secondo gruppo presentavano le stesse caratteristiche del primo ma il monogramma era racchiuso da un bordo pieno. Le monete del terzo gruppo sono dei bratteati che presentano un monogramma affatto diverso al dritto e lo stesso monogramma in incuso al rovescio. Non abbiamo documenti che chiariscano il nome usato all'epoca per queste monete, né quale fosse il loro valore in rapporto con la coniazione aurea.
Esiste anche un numero ridottissimo di monete d'argento con altri monogrammi e altri tipi ancora, ma la scarsità degli esemplari non ha tuttora permesso un'analisi più approfondita.

### Ducato e Principato di Benevento
Anche i Longobardi del ducato di Benevento – che divenne principato dall'VIII secolo – emisero proprie monete nel periodo tra il 680 circa e la fine del IX secolo. Furono dapprincipio coniati solidi e tremissi, monete entrambe d'oro, di imitazione o ispirazione ai modelli dell'Impero romano d'Oriente.
Le monete dei Longobardi dell'Italia meridionale avevano caratteristiche proprie, che le distinguono da quelle coniate nel nord d'Italia: anche quando a nord, verso la fine del VII secolo con Cuniperto, sulle monete comparvero i titoli regali e nuovi tipi, a Benevento continuò la produzione seguendo i modelli bizantini.
Dopo la caduta del regno longobardo ancora per un secolo circa le monete mantennero le loro caratteristiche. L'argento apparve, sotto l'influenza del Sacro romano impero, verso la fine dell'VIII secolo: dapprima presente accanto ai tremissi ed ai solidi coniati in precedenza, divenne il metallo monetato prevalente solo dalla metà del IX secolo.

### Principato di Salerno
La zecca longobarda di Salerno iniziò la coniazione di monete nell'851 circa, anno di fondazione del principato a seguito delle lotte di successione per il trono beneventano tra Siconolfo e Radelchi. 
Lo scontro fra i due pretendenti durò oltre dieci anni e in questo periodo Siconolfo trasferì a Salerno la capitale del principato beneventano. A seguito dell'istituzione dell'autonomo principato longobardo di Salerno, Siconolfo iniziò a battere solidi d'elettro e denari d'argento sui quali continuava a comparire la dizione princeps benebenti per le pretese al trono avanzate da Siconolfo. Inizialmente, dunque, furono coniati soprattutto i suddetti due tipi monetali, fino al periodo compreso tra l'ascesa al trono di Gisulfo I e la caduta del principato con Gisulfo II, cento anni dopo. In questo periodo iniziarono ad essere coniati tarì d'oro ad imitazione delle monete islamiche circolanti nel sud Italia e nella vicina Amalfi. Inizialmente questi tarì erano riproduzioni più o meno fedeli degli originali, con legende pseudo cufiche, successivamente sostituite con scritte inneggianti ai sovrani cattolici del principato. Tale scelta era dettata da motivi economici. Da diversi anni, infatti, nell'Italia meridionale circolavano monete bizantine e islamiche come i roba' i degli emiri siciliani e del Nordafrica. Con Gisulfo II inizia la coniazione di follari ai tipi dei modelli bizantini, con la raggiunta di alti livelli stilistici come per il follaro alle fortificazioni riportante la famosa dicitura Opulenta Salernu.
Dai primi anni dell'anno mille Salerno ebbe un ruolo di sempre maggiore rilievo, sia nei confronti di Benevento, che rispetto a tutto il sud Italia. Nel 1077 la città fu conquistata dal normanno Roberto il Guiscardo. La monetazione della città continuò ininterrottamente anche in epoca normanna fino alla soppressione della zecca nel 1198.

### Tremissi carolingi
Carlo Magno, tra il 773 e il 774 scese in Italia, conquistò Pavia, capitale del regno longobardo, e assunse il titolo di re dei Franchi e dei Longobardi: "Gratia Dei rex Francorum et Langobardorum".
La monetazione dei Franchi in quel periodo era basata sull'argento e quella di Carlo era fondamentalmente composta da denier. L'unica eccezione è costituita dalla monetazione aurea battuta in Italia, dove per un breve periodo, dal 774 al 781, furono coniate monete di stile longobardo a nome di Carlo Magno.
Le monete d'oro furono, come in precedenza, tremissi con un basso titolo di oro (circa 10 carati); sulle monete era indicato il nome di Carlo.

#### Il tesoro di Ilanz
Questi tremissi sono prevalentemente noti dai quaranta esemplari pervenuti dal ritrovamento di Ilanz, in Svizzera, nel 1904, ed attualmente conservati al Rhätisches Museum di Coira. Una descrizione recente delle monete di Carlo è quella di Bernareggi del 1983.
La sepoltura del tesoro viene datata al 795, poiché la gran parte dei contenuti è precedente al 794. L'oro presente è datato prima del 781 ed è costituito da circa 40 tremissi di Carlo Magno. Contiene anche due denari carolingi, oltre a monete d'argento arabe (dirham) datate nell'anno dell'egira 173, cioè 789-790. I denari carolingi del tesoro sono quelli della cosiddetta terza classe, coniati dal 793-794 all'812 e che presentano il monogramma KAROLVS di minori dimensioni e circondato da una legenda circolare.
I tremissi di Carlo presentavano gli stessi tipi di quelli coniati in precedenza sotto Desiderio, con la croce potenziata e la legenda +D'N CAR'OL'O R o simile; al rovescio presentavano una stella ed intorno la legenda indicante la zecca come +FLA MEDIOLANO o altro. Le zecche del tesoro di Ilanz sono quella di Milano (FLA MEDIOLANO), Pavia (FLAVIA TICINO), Bergamo (FLA BERGAMO), Coira (FLAVIA CVRIA), Lucca (FLAVIA LUCA) e Castelseprio (FLAVIA SEPRO).

#### Altri tremissi
Oltre ai quaranta tremissi di Ilanz ne è stata pubblicata un'altra decina, tra cui un tremisse della zecca di Pisa (FLAVIA PITA), uno di Lucca con gli stessi tipi ed un ulteriore tremisse di Lucca che al dritto ha il busto di fronte ed al rovescio la stella con l'indicazione della zecca.

## Zecche
Le monete dei Longobardi sotto gli ultimi due re e sotto Carlomagno furono coniate in diverse zecche. Per alcune, rappresentate da un numero minimo di esemplari, l'identificazione della zecca è incerta.
Il fatto che le monete siano state coniate in diverse zecche è testimoniato da documenti che riportano a diverso titolo nomi di vari magistrati monetari. Ad esempio un certo Lopulo, monetario, vendette un terreno a Treviso
D'altro lato, sembra che i conii abbiano avuto una produzione centralizzata. Jecklin 
, citato in MEC, nel descrivere il tesoro di Ilanz notò che esistevano strettissime analogie tra conii provenienti da zecche diverse ed in alcuni casi riuscì ad identificare sequenze di conii. Queste sequenze sono state approfondite da Bernareggi nella sua analisi delle stesse monete pubblicata nel 1977, lavoro citato anche in questo caso nel MEC. Questi studi tendono a dimostrare che solo un numero limitato di incisori di conii era attivo e che nelle altre zecche ci si limitava al lavoro di coniazione con la tecnica della monetazione al martello.
Il decentramento era secondo Grierson e Blackburn causato dal vantaggio di coniare monete là dove era più facile il rinvenimento del metallo da monetare. Secondo l'Honorantie civitatis Papie ancora in periodo ottoniano l'oro alluvionale era presente nei fiumi delle Alpi Pennine e questo spiegherebbe la presenza di zecche in centri minori come Castelnovate, Pombia e Castelseprio.
Le zecche attive prima di Desiderio non sono note. Da Cuniperto in poi nel campo sono presenti lettere o legature. Le più frequenti sono "M", "S"/"SE" e "V" e si è portati a ritenere che corrispondano rispettivamente a Milano, Castelseprio e Vercelli. Esistono anche lettere ("LD", "H", "G") per cui non è possibile identificare la zecca, mentre la lettera "B", che è la più frequente nell'area toscana, non lascia supporre il nome di una possibile zecca. Per questi motivi il tentativo di identificazione della zecca tramite queste lettere rischia di essere estremamente aleatorio.
Le zecche longobarde identificate sono:
| Zecca           | Municipi toscani | Astolfo         | Desiderio       | Carlo Magno     |
| Italia del nord | Italia del nord  | Italia del nord | Italia del nord | Italia del nord |
| --------------- | ---------------- | --------------- | --------------- | --------------- |
| Pavia           |                  | ×               | ×               | ×               |
| Milano          |                  |                 | ×               | ×               |
| Piacenza        |                  |                 | ×               | ×               |
| Bergamo         |                  |                 |                 | ×               |
| Brescia         |                  |                 | ×               |                 |
| Castelnovate    |                  |                 | ×               |                 |
| Castelseprio    |                  |                 | ×               | ×               |
| Ivrea           |                  |                 | ×               |                 |
| Pombia          |                  |                 | ×               |                 |
| Treviso         |                  |                 | ×               |                 |
| Vercelli        |                  |                 | ×               |                 |
| Vicenza         |                  |                 | ×               |                 |
| Ravenna         |                  | ×               |                 |                 |
| Toscana         |                  |                 |                 |                 |
| Lucca           | ×                |                 | ×               | ×               |
| Pisa            | ×                | ×               | ×               |                 |
| Chiusi (?)      | ×                |                 |                 |                 |
| Pistoia         | ×                |                 |                 |                 |

## Pesi e leghe
I Longobardi coniarono usando inizialmente il piede numismatico dei Bizantini coevi, che prevedeva tremissi da 8 silique. Il peso teorico era di 1,52 grammi, ma il peso medio riscontrato negli esemplari della monetazione pseudo-imperiale noti è di 1,45 (comunque un peso in linea con le monete bizantine coniate nel VII secolo).
Con le monete regali coniate a nome di Cuniperto e di Ariperto II il peso tende a scendere a 1,35 grammi, rispetto ai 1,45 grammi della monetazione precedente. Con le monete di Liutprando ci fu ancora un netto calo, fino a circa 1,25 grammi. Questo lascerebbe intendere un tremisse dal peso teorico di 1,24 grammi corrispondesse ad un solido da 20 silique, anziché da 24 come in precedenza. L'ipotesi potrebbe essere confermata da una glossa all'articolo 346 dell'Editto di Rotari presente sul MSS della biblioteca cavense citato da Grierson. D'altronde questo peso sarebbe stato un allineamento al peso delle monete bizantine coeve coniate in Italia.
Le monete longobarde del tesoro di Ossi hanno un peso medio di 1,23 grammi, variando tra un minimo di 1,17 ed un massimo di 1,27 grammi; mentre le monete bizantine presenti nello stesso tesoro hanno un peso medio di 1,20 grammi, con valori che variano tra 1,10 e 1,24 grammi.
Sotto Rachis si ebbe un'ulteriore diminuzione di peso ed il tremisse calò a 1,05 grammi. Questo peso fu poi confermato nella monetazione dei suoi successori.
L'unico studio sul titolo dell'oro utilizzato dai Longobardi nella monetazione è quello pubblicato da W. Andrew Oddy, citato da Grierson e Blackburn e basato sull'analisi di un numero limitato monete, quelle del British Museum e quelle dell'allora collezione Grierson, ora al Fitzwilliam Museum. Il metodo utilizzato è quello della gravità specifica, basato sul principio di Archimede. Dall'analisi di Oddy emerge che le monete pseudo imperiali del nord Italia e della Toscana si distribuiscono in due gruppi: nel primo l'oro ha un titolo del 90% mentre nell'altro è dell'80%. Con le prime coniazioni regali il titolo giunge al 95%, ma dopo Ariperto II sembra che ci siano due riduzioni: la prima al titolo del 70% e la seconda al 50%. Associando alla contemporanea diminuzione di peso le monete degli ultimi anni del regno longobardo hanno un contenuto in oro di circa un terzo rispetto alle prime coniazioni.